# حبوب (جبيل)
حبوب، إحدى القرى اللبنانية في قضاء جبيل.
- المسافة من بيروت: 41 كلم
- الارتفاع عن سطح البحر: 270 م
- القرى المحاذية: كفر خلص، كفر حتَا، جبيل، جليسه، بريج، بشتليدا، بنتاعل